# Liste der Baudenkmale in Bersteland
In der Liste der Baudenkmale in Bersteland sind alle Baudenkmale der brandenburgischen Gemeinde Bersteland und ihrer Ortsteile Freiwalde und Niewitz aufgelistet. Grundlage ist die Veröffentlichung der Landesdenkmalliste mit dem Stand vom 1. Januar 2025. Die Bodendenkmale sind in der Liste der Bodendenkmale in Bersteland aufgeführt.

## Denkmale in den Ortsteilen
In den Spalten befinden sich folgende Informationen:
- ID-Nr.: Die Nummer wird vom Brandenburgischen Landesamt für Denkmalpflege vergeben. Ein Link hinter der Nummer führt zum Eintrag über das Denkmal in der Denkmaldatenbank. In dieser Spalte kann sich zusätzlich das Wort Wikidata befinden, der entsprechende Link führt zu Angaben zu diesem Denkmal bei Wikidata.
- Lage: die Adresse des Denkmales und die geographischen Koordinaten. Link zu einem Kartenansichtstool, um Koordinaten zu setzen. In der Kartenansicht sind Denkmale ohne Koordinaten mit einem roten beziehungsweise orangen Marker dargestellt und können in der Karte gesetzt werden. Denkmale ohne Bild sind mit einem blauen bzw. roten Marker gekennzeichnet, Denkmale mit Bild mit einem grünen beziehungsweise orangen Marker.
- Bezeichnung: Bezeichnung in den offiziellen Listen des Brandenburgischen Landesamtes für Denkmalpflege. Ein Link hinter der Bezeichnung führt zum Wikipedia-Artikel über das Denkmal.
- Beschreibung: die Beschreibung des Denkmales
- Bild: ein Bild des Denkmales und gegebenenfalls einen Link zu weiteren Fotos des Baudenkmals im Medienarchiv Wikimedia Commons

### Freiwalde
| ID-Nr.                           | Lage                    | Bezeichnung | Beschreibung | Bild |
| -------------------------------- | ----------------------- | --- | --- | --- |
| 09140519                         | Bundesstraße 115 (Lage) | Meilenstein „X Meilen bis Berlin“, zwischen den Abzweigen nach Gersdorf und Reichwalde                                                   | | weitere Bilder |
| 09140089 Wikidata                | Hauptstraße (Lage)      | Dorfkirche | Die Kirche stammt aus dem 14. Jahrhundert. Die Kirche wurde von 1975 bis 1980 restauriert. Im Inneren befindet sich eine hölzerne Empore. | weitere Bilder |
| 09140051                         | Hauptstraße 13 (Lage)   | Gehöft, bestehend aus giebelständigem Wohnhaus, Fachwerk-Wirtschaftsgebäude mit Oberlaube und Fachwerkscheune (am Übergang zur Feldflur) | | Gehöft, bestehend aus giebelständigem Wohnhaus, Fachwerk-Wirtschaftsgebäude mit Oberlaube und Fachwerkscheune (am Übergang zur Feldflur) |
| 09141012 Teilobjekt zu: 09140051 | Hauptstraße 13 (Lage)   | Wohnhaus | Das Wochnhaus aus Fachwerk wurde um 190 erbaut.                                                                                           | BW |
| 09141013 Teilobjekt zu: 09140051 | Hauptstraße 13 (Lage)   | Taubenhaus | Das Taubenhaus wurde in der Zeit von 1991 bis 2005 abgebrochen.                                                                           | BW |
| 09141014 Teilobjekt zu: 09140051 | Hauptstraße 13 (Lage)   | Stall | Der Oberlaubenstall ist zweigeschossig und wurde um 1790 erbaut.                                                                          | BW |

### Niewitz
| ID-Nr.   | Lage                  | Bezeichnung | Beschreibung | Bild           |
| -------- | --------------------- | ----------- | --- | -------------- |
| 09140254 | Dorfstraße 111 (Lage) | Dorfkirche  | Die Kirche ist um 1770 entstanden. Der Altar stammt aus der Zeit Ende des 17. Jahrhunderts, er wurde 1770 neu gefügt und ergänzt. Die Predella zeigt eine Abendmahlstafel. | weitere Bilder |